# Ashgate Publishing
Ashgate Publishing — издательство академических книг и журналов, базирующееся в Фарнеме (Суррей, Великобритания). Оно было основано в 1967 году и специализировалось на общественных науках, искусстве, гуманитарных науках и профессиональной практике. У издательства был американский офис в Берлингтоне, штат Вермонт, и ещё один британский офис в Лондоне. Сейчас это дочерняя компания Informa (Taylor & Francis).
У компании было два издательства: Gower Publishing публиковало профессиональные издания о бизнесе и менеджменте, а Lund Humphries, первоначально основанное в 1939 году, издавала иллюстрированные книги по искусству, особенно в области современного британского искусства. В марте 2015 года Gower представило GpmFirst — интернет-сообщество практиков, предоставляющее подписчикам доступ к более чем 120 наименованиям по управлению проектами, а также обсуждениям и статьям, связанным с бизнесом и управлением проектами.
В июле 2015 года было объявлено, что Ashgate был продан Informa за 20 миллионов фунтов стерлингов, а в декабре 2015 года Lund Humphries было перезапущено в качестве независимого издательства. К февралю 2016 года независимые издательства Ashgate стали частью Routledge.